# Đa thức Jacobi
Đa thức Jacobi là một họ các đa thức trực giao định nghĩa trên đoạn [-1,1] và trực giao với tích vô hướng sau đây
{\displaystyle (u,v):=\int _{-1}^{1}u(x)v(x)(1-x)^{\alpha }(1-x)^{\beta },}
trong đó {\displaystyle \alpha } và {\displaystyle \beta } là 2 số dương cho trước.
Đa thức Jacobi có thể được viết dưới dạng
{\displaystyle P_{n}^{(\alpha ,\beta )}(x)=(n+\alpha )!(n+\beta )!\sum _{s}\left[s!(n+\alpha -s)!(\beta +s)!(n-s)!\right]^{-1}\left({\frac {x-1}{2}}\right)^{n-s}\left({\frac {x+1}{2}}\right)^{s}.}
Tổng trên chỉ số {\displaystyle s\,} mở rộng ra các giá trị tự nhiên mà tham số trong giai thừa là không âm.